# 辻学
辻 学（つじ まなぶ、1964年6月9日 - ）は、日本の聖書学者、広島大学教授。新約聖書の擬似パウロ書簡と公同書簡を中心に研究する。神戸市生まれ。

## 経歴
出典：
関西学院中学部・高等部を経て、1987年に関西学院大学神学部卒業。その後、同大学大学院神学科博士前期課程修了、後期課程中退。その間、日本基督教団甲子園二葉教会にて伝道師を務める。
1991年から1995年まで、スイスのベルン大学プロテスタント神学部在学、神学博士号 (Dr. theol.) を取得。帰国後、1997年から2007年まで関西学院大学商学部専任講師・助教授と宗教主事を務める。2007年4月より広島大学大学院総合科学研究科社会文明研究講座教授。2020年4月より同大学院人間社会科学研究科人間総合科学プログラム教授。2023年1月より学校法人啓明学院院長。

## 著書
出典：
- Glaube zwischen Vollkommenheit und Verweltlichung, WUNT 2/93, Tübingen: Mohr Siebeck, 1997
- 『ヤコブの手紙』（現代新約注解全書）新教出版社、2002年
- 『隣人愛のはじまり：聖書学的考察』新教出版社、2010年
- 『偽名書簡の謎を解く：パウロなき後のキリスト教』新教出版社、2013年
- 『牧会書簡』（現代新約注解全書）新教出版社、2023年

### 共著
- 『現代を生きるキリスト教：もう一つの道から』芦名定道,土井健司共著　教文館、2000年、改訂新版2004年
- 『聖書の解釈と正典：開かれた「読み」を目指して』関西学院大学キリスト教と文化研究センター編 水野隆一,嶺重淑,樋口進共著　キリスト新聞社、2007年
- 『キリスト教の教師：聖書と現場から（山内一郎先生献呈論文集）』嶺重淑,大宮有博共編著　新教出版社、2008年
- 『新約聖書解釈の手引き』浅野淳博ほか共著　日本キリスト教団出版局、2016年
- 『ここが変わった！「聖書協会共同訳」（新約編）』浅野淳博,伊東寿泰,須藤伊知郎,中野実,廣石望共著　日本キリスト教団出版局、2021年

## 訳書
出典：
- B・ラング編『唯一なる神 聖書における唯一神教の誕生』荒井章三共訳　新教出版社、1994年
- E・ローゼ『新約聖書の倫理』山内一郎,近藤直美共訳　教文館、1995年
- E・シュヴァイツァー『イエス・神の譬え：イエスの生涯について実際に何を知っているのか』山内一郎監修 教文館、1997年
- A・チェスター／R・P・マーティン『公同書簡の神学』（叢書新約聖書神学13）新教出版社、2003年
- P・シュトゥールマッハー『ナザレのイエスと信仰のキリスト』加藤善治共訳　新教出版社、2005年
- W・マルクスセン『福音書記者マルコ：編集史的考察』 (聖書学古典叢書）日本キリスト教団出版局、2010年
- E・ローマイヤー『ガリラヤとエルサレム―復活と顕現の場が示すもの』 (聖書学古典叢書）日本キリスト教団出版局、2013年
- K・P・ドンフリード／I・H・マーシャル『パウロ小書簡の神学』（叢書新約聖書神学9）山内一郎共訳　新教出版社、2016年
- M・ディベリウス『福音書の様式史』（聖書学古典叢書）監訳　加山宏路,加山久夫,吉田忍共訳　日本キリスト教団出版局、2022年